# Ersatzversorgung
Unter dem Begriff Ersatzversorgung versteht man eine Alternative zu einer normalen Versorgung mit einer bestimmten Ressource oder einem bestimmten Produkt. In der Regel wird damit eine Notfallversorgung oder eine Übergangslösung bezeichnet, die eingesetzt wird, wenn die reguläre Versorgung aus irgendeinem Grund unterbrochen oder gestört ist.
Ersatzversorgungen können in verschiedenen Bereichen eingesetzt werden, zum Beispiel in der Energieversorgung, bei medizinischen Versorgungen, bei Lebensmitteln oder bei anderen Gütern des täglichen Bedarfs. Sie dienen dazu, die Grundversorgung aufrechtzuerhalten und Ausfälle zu vermeiden oder zu minimieren.
Ersatzversorgungen können beispielsweise durch Ersatzlieferungen, Notstromaggregate, Vorratshaltungen oder Ersatzteillager sichergestellt werden.

## Stromversorgung
Grundsätzlich hat in Deutschland jeder Bürger einen Anspruch auf Versorgung mit Elektrizität. Dies ist in der Stromgrundversorgungsverordnung gesetzlich geregelt.
Um Strom beziehen zu können, sind Verbraucher verpflichtet, einen Liefervertrag mit einem Energieversorgungsunternehmen ihrer Wahl abzuschließen. Geschieht dies nicht, wird mit der Stromabnahme automatisch ein Vertrag mit dem jeweiligen Grundversorger geschlossen.
Um Verbraucher vor Unterbrechungen der Stromversorgung zu schützen, hat der Gesetzgeber im Energiewirtschaftsgesetz eine gesetzlich angeordnete Notversorgung definiert, die als Ersatzversorgung bezeichnet wird. Diese ist in §38 EnWG gesetzlich verankert.
Von Ersatzversorgung spricht man, wenn für den aktuellen Energiebezug/-verbrauch des Kunden kein gültiger Liefervertrag besteht.
Diese kann z. B. eintreten, falls ein Energielieferant zahlungsunfähig wird oder wenn es zu Verzögerungen bei der Vertragsumstellung zu einem anderen Lieferanten kommt.
Die Ersatzversorgung stellt sicher, dass die Belieferung nahtlos durch den Grundversorger übernommen wird. Ein Vertragsabschluss ist dazu nicht erforderlich.
Die Ersatzversorgung ist auf eine maximale Dauer von drei Monaten befristet. Während dieser Zeit muss der Kunde einen neuen Lieferanten seiner Wahl mit der Belieferung beauftragen. Dies kann jederzeit erfolgen – eine Kündigungsfrist für die Ersatzversorgung gibt es nicht.